# Rubèn Suriñach Padilla
Rubèn Suriñach Padilla (Les Masies de Roda, Osona, 1984) és un economista, activista social i escriptor català.
Llicenciat en Ciències econòmiques per la Universitat de Girona el 2007, i màster en Estudis Ambientals i Economia Ecològica per l'Institut de Ciència i Tecnologia Ambientals de la Universitat Autònoma de Barcelona (UAB) el 2011, Suriñach és un economista especialitzat en economia social i solidària, que té experiència en la gestió d'entitats sense ànim de lucre i en la gestió de projectes de sensibilització, incidència i promoció d'economies transformadores. Ha lluitat en moviments diversos, sobre sobirania alimentària, decreixement, o plataformes de lluita contra les indústries extractives, entre d'altres. Compagina la feina a la Xarxa d'Economia Solidària (XES) amb la coordinació de la consultoria de la cooperativa Opcions de Consum Responsable. També ha coordinat el Centre Espanyol d'Investigació i Informació sobre el Consum.
Des del 2014 coordina el projecte Balanç social desenvolupat per la Xarxa d'Economia Solidària (XES), que mesura l'impacte ambiental de les organitzacions en sis àrees: democràcia i transparència, equitat i gènere, compromís ambiental, compromís social, condicions laborals i qualitat professional. És editor de revista Opcions, i investigador en Consum Sostenible del CRIC (Centre de Recerca i Informació en Consum). Aquest centre se centra en el pensament i l'acció en temes de consum sostenible. Suriñach ha anat combinant i barrejant la feina al CRIC amb diferents iniciatives activistes sempre vinculades al consum sostenible, com la creació de l'Entesa pel Decreixement. I a l'Argentina ha impartit classes de Consum Responsable als cursos de Sostenibilitat d'Amartya Sen. Moltes vegades, però, existeix un abisme entre allò que es diu i allò que realment es fa, i és aquí on les eines de control democràtic de les organitzacions com el Balanç Social poden tenir un paper important, per fer anar de la mà valors i pràctiques. Aquesta és precisament la filosofia de Rubèn Suriñach.
El juny del 2017 Rubèn Suriñach va comparèixer, com a membre de la Xarxa d'Economia Solidàriadavant la Comissió d'Empresa i Coneixement del Parlament de Catalunya per tal d'informar sobre l'economia col·laborativa.
L'any 2017 va publicar el llibre d'assaig Economies transformadores de Barcelona, on s'identifiquen les propostes de canvi socioeconòmic més rellevants que coexisteixen a Barcelona, i es descriuen les seves relacions, analitzant l'impacte sobre el marc econòmic dominant i, aportant idees perquè les economies transformadores aconsegueixin més incidència amb una base sòlida i guanyin protagonisme en el mosaic econòmic.
El juliol de 2022 va publicar la novel·la Tot era massa fràgil, una distopia hopepunk que transcorre en dos fils temporals paral·lels: 2025 i 2045. La història comença el 2045, presentant-nos en Miki Batalla, un periodista depressiu que sobreviu, com pot, enmig d'una Barcelona assotada pel canvi climàtic i la crisi energètica, i un règim polític dictatorial que està en guerra, des dels anys vint, amb la guerrilla anomenada La Resistència. És una història de la Barcelona 2025/2045, entre el trencament i la reconstrucció. L'obra la publicà l'editorial i cooperativa especialitzada en l'ecoedició Pol·len Edicions.